# Liste des musées d'Irlande du Nord
Cette liste des musées d'Irlande du Nord contient des musées qui sont définis dans ce contexte comme des institutions (y compris des organismes sans but lucratif, des entités gouvernementales et des entreprises privées) qui recueillent et soignent des objets d'intérêt culturel, artistique, scientifique ou historique. Leurs collections ou expositions connexes disponibles pour la consultation publique. Sont également inclus les galeries d'art à but non lucratif et les galeries d'art universitaires. Les musées virtuels ne sont pas inclus.

## Musées
| Nom                                                 | Image | Ville/City       | Comté       | Type                                         | Résume |
| --------------------------------------------------- | ----- | ---------------- | ----------- | -------------------------------------------- | --- |
| Belfast City                                        |       |                  |             |                                              | |
| Belfast Exposed (en)                                |       | Belfast          | Antrim      | Art                                          | Photographie contemporaine |
| Crumlin Road Gaol                                   |       | Belfast          | Antrim      | Prison                                       | Prison de l'ère victorienne en cours de restauration en tant que musée |
| Engine Room Gallery                                 |       | Belfast          | Antrim      | Art                                          | website, Art contemporain |
| Golden Thread Gallery (en)                          |       | Belfast          | Antrim      | Art                                          | Art contemporain |
| Irish Republican History Museum (en)                |       | Belfast          | Antrim      | Histoire                                     | Histoire et artéfacts de l'Armée républicaine irlandaise provisoire |
| Linen Hall Library (en)                             |       | Belfast          | Antrim      | Histoire                                     | Expositions d'art, d'histoire et de culture de ses collections |
| Metropolitan Arts Centre (en)                       |       | Belfast          | Antrim      | Art                                          | Connu sous le nom de MAC : centre d’art et salle de spectacle dans le quartier de la cathédrale de Belfast; ouvert en 2012, le bâtiment a reçu plusieurs prix d'architecture                                                                         |
| Naughton Gallery at Queen's (en)                    |       | Belfast          | Antrim      | Art                                          | Art contemporain, appartenant à la Queen's University |
| Northern Ireland War Memorial (en)                  |       | Belfast          | Antrim      | Militaire                                    | Commémoration des morts de la Première et de la Seconde Guerre mondiale et de la Seconde Guerre mondiale lors du blitz de Belfast de 1941 |
| Ormeau Baths Gallery (en)                           |       | Belfast          | Antrim      | Art                                          | Art contemporain |
| Red Barn Gallery (en)                               |       | Belfast          | Antrim      | Art                                          | Galerie de photographie, également connue sous le nom de RBG Belfast |
| Royal Ulster Rifles Museum                          |       | Belfast          | Antrim      | Régimentaire                                 | Uniformes de régiment, insignes, médailles, souvenirs |
| Titanic's Dock and Pumphouse                        |       | Belfast          | Antrim      | Industrie Maritime                           | website, station de pompage et cale sèche de l'époque édouardienne, présentant des expositions sur la construction navale à Belfast, Harland & Wolff, lancement du RMS Titanic                                                                       |
| Titanic Belfast                                     |       | Belfast          | Antrim      | Maritime                                     | attraction touristique et monument du patrimoine maritime de Belfast; il raconte les histoires du Titanic et de ses navires jumeaux. |
| Ulster Museum                                       |       | Belfast          | Antrim      | Art, Histoire, Industrie, histoire naturelle | Beaux-arts, arts décoratifs, histoire naturelle, archéologie, Égypte ancienne, cultures du monde, géologie, histoire |
| W5                                                  |       | Belfast          | Antrim      | Science                                      | website, expositions scientifiques mettant l'accent sur ""play"" |
| County Antrim                                       |       |                  |             |                                              | |
| Andrew Jackson Cottage (en)                         |       | Carrickfergus    | Antrim      | Maison Historique                            | Ouvert sur rendez-vous, maison restaurée du XVIIIe siècle des parents du président Andrew Jackson. |
| Arthur Cottage (en)                                 |       | Cullybackey      | Antrim      | Maison Historique                            | Maison ancestrale restaurée de Chester A. Arthur, 21e président des États-Unis |
| Ballance House                                      |       | Glenavy          | Antrim      | Maison Historique                            | website, lieu de naissance de John Ballance, premier ministre de la Nouvelle-Zélande de 1891 à 1893 |
| Ballycastle Museum                                  |       | Ballycastle      | Antrim      | Local                                        | website, NIarchive histoire locale, culture |
| Ballymoney Museum                                   |       | Ballymoney       | Antrim      | Local                                        | NIarchive, histoire locale, culture, art, moto - Joey Dunlop et lArmoy Armada |
| The Braid                                           |       | Ballymena        | Antrim      | Local                                        | website, histoire, arts et culture, incluant le Mid-Antrim Museum et le Braid Arts Centre |
| Brookhall Historical Farm                           |       | Lisburn          | Antrim      | Rural                                        | website, information, ouvert sur rendez-vous, objets de la ferme |
| Carrickfergus Castle                                |       | Carrickfergus    | Antrim      | Maison Historique                            | Exploité par la NIEA, château normand ayant des utilisations militaires jusque dans les années 1920, expose à son sujet son histoire et son utilisation.                                                                                             |
| Carrickfergus Museum                                |       | Carrickfergus    | Antrim      | Local                                        | website, histoire locale, art, archéologie |
| Causeway School Museum                              |       | Bushmills        | Antrim      | Maison Historique                            | information, école d'époque des années 1920, structure conçue par Clough Williams-Ellis |
| Coastal Zone at Portrush (en)                       |       | Portrush         | Antrim      | Histoire naturel                             | Exploité par la NIEA, histoire marine et naturelle, environnement et histoire locale |
| Flame The Gasworks Museum of Ireland                |       | Carrickfergus    | Antrim      | Industrie                                    | website, installations et appareils à gaz au charbon restaurés |
| Giant's Causeway                                    |       | Bushmills        | Antrim      | Histoire naturel                             | Exploité par le National Trust, un nouveau centre d'accueil des visiteurs ouvert en 2011 avec des expositions sur la géologie et l'histoire naturelle des colonnes et de la côte de basalte                                                          |
| Irish Linen Centre and Lisburn Museum               |       | Lisburn          | Antrim      | Industrie                                    | website, industrie du lin irlandais et histoire et culture de la ville |
| Larne Museum and Arts Centre (en)                   |       | Larne            | Antrim      | Local                                        | Histoire locale, culture, art |
| Patterson's Spade Mill                              |       | Templepatrick    | Antrim      | Industrie                                    | website, exploité par le National Trust, moulin à bêche historique |
| Railway Preservation Society of Ireland (en)        |       | Whitehead        | Antrim      | Railway                                      | Chemin de fer patrimonial et musée à la station d'excursion de Whitehead |
| Rathlin Boathouse Visitor Centre                    |       | Rathlin Island   | Antrim      | Local                                        | information, documents sur la vie insulaire, l'histoire et la géographie de l'île |
| Sentry Hill                                         |       | Carnmoney        | Antrim      | Maison historique                            | website, ferme du XIXe siècle: costumes et artefacts victoriens |
| Ulster Aviation Collection and Hangar               |       | Sprucefield      | Antrim      | Aviation                                     | website, ouvert aux groupes sur réservation, aéronefs et articles relatifs au patrimoine aéronautique d'Irlande du Nord, situés dans un hangar de la RAF Long Kesh                                                                                   |
| White House                                         |       | Newtownabbey     | Antrim      | Maison historique                            | website, maison restaurée datant du XVIe siècle |
| County Armagh                                       |       |                  |             |                                              | |
| Ardress House (en)                                  |       | Annaghmore       | Armagh      | Maison historique                            | website, exploité par le National Trust, ferme du XVIIe siècle avec intérieur du XVIIIe siècle, ferme avec animaux |
| Argory                                              |       | Moy              | Armagh      | Maison historique                            | website, géré par le National Trust, maison bourgeoise irlandaise du début du XIXe siècle à l'intérieur de la fin du XIXe siècle |
| Armagh County Museum (en)                           |       | Armagh           | Armagh      | Local                                        | Histoire locale, histoire naturelle, culture, archéologie, costumes |
| Armagh Gaol (en)                                    |       | Armagh           | Armagh      | Prison                                       | Construit en 1780 et fermé en 1986; doit être rénové comme un hôtel; visites publiques disponibles |
| Observatoire d'Armagh                               |       | Armagh           | Armagh      | Science                                      | Collection de grands télescopes utilisés pour les observations depuis le XVIIIe siècle; autres instruments et artefacts astronomiques |
| Armagh Planetarium (en)                             |       | Armagh           | Armagh      | Science                                      | Planétarium et musée des sciences présentant des expositions sur la physique, l'espace et l'astronomie à l'intérieur du musée et sur le terrain |
| Craigavon Museum                                    |       | Craigavon        | Armagh      | Local                                        | website, histoire locale, agriculture, industrie du lin, culture |
| Dan Winter’s Cottage                                |       | Loughgall        | Armagh      | Maison historique                            | website, website, chaumière du XVIIIe siècle, domicile de Dan Winter, l'un des fondateurs de l'Orange Order |
| Derrymore House (en)                                |       | Bessbrook        | Armagh      | Maison historique                            | Exploité par le National Trust, chaumière de la fin du XVIIIe siècle |
| Keady Heritage Centre                               |       | Keady            | Armagh      | Local                                        | website, histoire locale, culture, industrie du lin, chanteur Tommy Makem |
| Lough Neagh Discovery Centre                        |       | Craigavon        | Armagh      | Histoire Naturel                             | website, website, histoire naturelle et environnement du Lough Neagh et de la réserve naturelle nationale de l'île Oxford |
| Market Place - Armagh Theatre and Arts Centre       |       | Armagh           | Armagh      | Art                                          | website |
| Moneypenny's Lock House                             |       | Craigavon        | Armagh      | Transport                                    | information, cottage du gardien du Newry Canal |
| Milford House Museum                                |       | Milford          | Armagh      | Biographie                                   | website, l'histoire de la maison de William McCrum, riche fabricant de Lin irlandais et sportif, comprend des costumes de famille, des meubles et de l'argent                                                                                        |
| Millennium Court Arts Centre                        |       | Portadown        | Armagh      | Art                                          | website, centre des arts avec deux galeries |
| Mullaghbawn Folk Museum                             |       | Mullaghbawn      | Armagh      | Maison historique                            | information, maison de ferme traditionnelle au toit de chaume à deux pièces et bâtiments extérieurs |
| Newry and Mourne Museum                             |       | Newry            | Armagh      | Local                                        | website, situé dans le château de Bagenal, histoire locale, métiers, pêche, industrie, culture |
| Navan Centre, Fort and King Stables                 |       | Armagh           | Armagh      | Archéologue, Histoire                        | Comprend des travaux de terrassement circulaires de l’âge du fer, une réplique de l’habitation de l’âge du fer, des expositions et des interprétations de l’histoire vivante                                                                         |
| Northern Ireland's Secret Bunker                    |       | Portadown        | Armagh      | Militaire                                    | website, bunker de surveillance de la guerre froide, ouvert certains jours |
| Ó Fíaich Heritage Centre                            |       | Cullyhana        | Armagh      | Biographie                                   | website, vie et artéfacts de Tomás Ó Fiaich, Archevêque d'Armagh et le Primat de toute l'Irlande de 1978 jusqu'à sa mort |
| Royal Irish Fusiliers Museum (en)                   |       | Armagh           | Armagh      | Régimentaire                                 | Objets et souvenirs du régiment |
| Saint Patrick Trian Visitor Complex                 |       | Armagh           | Armagh      | Local                                        | website, des expositions sur les monuments et l’histoire païenne historiques d’Armagh, St Patrick et le Livre d'Armagh, et l'auteur Jonathan Swift Les Voyages de Gulliver et la nation fictive de Lilliput.                                         |
| Tannaghmore Animal Farm                             |       | Craigavon        | Armagh      | Rural                                        | website, races d'animaux du patrimoine, outils et équipement de la ferme |
| County Down                                         |       |                  |             |                                              | |
| Ballycopeland Windmill (en)                         |       | Millisle         | Down        | Industrie                                    | Moulin à vent et maison du meunier restaurés, opérés par la NIEA |
| Bann Valley Museum                                  |       | Banbridge        | Down        | Local                                        | website, projet de musée d'histoire et de culture locales |
| Brontë Interpretive Centre                          |       | Rathfriland      | Down        | Biographical                                 | information, expositions sur Patrick Brontë, le père des sœurs Brontë (Charlotte, Emily et Anne), qui a enseigné à l'église et à l'école |
| Burren Heritage Centre                              |       | Warrenpoint      | Down        | Local                                        | information, histoire locale, culture |
| Castle Ward                                         |       | Strangford       | Down        | Maison historique                            | Exploitée par le National Trust, cette maison excentrique du XVIIIe siècle présente deux styles distincts, le classique et le gothique. |
| Cockle Row Cottages                                 |       | Groomsport       | Down        | Maison historique                            | website, information, habitation de pêcheur typique de la période 1910 |
| Down County Museum                                  |       | Downpatrick      | Down        | Prison, Local                                | website, situé dans une prison du XVIIIe siècle, histoire locale, culture |
| Downpatrick Railway Museum (en)                     |       | Downpatrick      | Down        | Rail                                         | Chemin de fer du patrimoine et musée |
| F.E. McWilliam Gallery and Studio                   |       | Banbridge        | Down        | Art                                          | website, information, œuvres du sculpteur surréaliste F. E. McWilliam |
| Grey Point Fort (en)                                |       | Helen's Bay      | Down        | Militaire                                    | website, situé dans le Crawfordsburn Country Park, une des deux batteries d'artillerie gardant Belfast Lough pendant les deux guerres mondiales du XXe siècle; son jumeau est près des mines de sel à Kilroot                                        |
| Kilclief Castle (en)                                |       | Strangford       | Down        | Maison historique                            | Château-tour médiéval |
| Mount Stewart House, Garden and Temple of the Winds |       | Strangford       | Down        | Maison historique                            | Exploité par le National Trust |
| Monastère de Nendrum                                |       | Strangford Lough | Down        | Archéologie, Religions                       | Exploité par la NIEA, ruines du monastère médiéval et du musée du centre d'accueil avec expositions |
| North Down Museum                                   |       | Bangor           | Down        | Local                                        | website, information, histoire locale, culture |
| Saint Patrick Visitor Centre (en)                   |       | Downpatrick      | Down        | Religions                                    | Affiche sur la vie et l'histoire de Saint Patrick, le saint patron de l'Irlande |
| Scarva Visitor Centre                               |       | Scarva           | Down        | Local                                        | information, histoire locale, Newry Canal et industrie du lin |
| Somme Heritage Centre (en)                          |       | Conlig           | Down        | Militaire                                    | L'histoire militaire de l'Irlande pendant la première guerre mondiale |
| Ulster Folk Museum (en)                             |       | Cultra           | Down        | Rural                                        | Village en plein air avec démonstrations d'artisanat du début du XXe siècle |
| Ulster Transport Museum (en)                        |       | Cultra           | Down        | Transport                                    | Musée des transports avec calèches, tramways électriques, motos, voitures de pompiers et voitures de collection, exposition permanente du RMS Titanic                                                                                                |
| County Fermanagh                                    |       |                  |             |                                              | |
| Belleek Pottery                                     |       | Belleek          | Fermanagh   | Art, Industry                                | Pièces de porcelaine fine Belleek |
| Castle Archdale (en)                                |       | Irvinestown      | Fermanagh   | Militaire                                    | Parc naturel avec musée sur le rôle de la RAF Castle Archdale et du commandement côtier basé à Castle Archdale pendant la Seconde Guerre mondiale |
| Castle Coole                                        |       | Enniskillen      | Fermanagh   | Maison historique                            | Exploité par le National Trust, manoir et domaine de la fin du XVIIIe siècle |
| Fermanagh County Museum (en)                        |       | Enniskillen      | Fermanagh   | Biographie, Local                            | Histoire, culture et histoire naturelle du comté; la famille Maguire |
| Inniskillings Museum (en)                           |       | Enniskillen      | Fermanagh   | Régimentaire                                 | Histoire régimentaire et artéfacts des Royal Inniskilling Fusiliers et de la 5th Royal Inniskilling Dragoon Guards |
| Florence Court                                      |       | Enniskillen      | Fermanagh   | Maison historique                            | Exploité par le National Trust, manoir et domaine du XVIIIe siècle |
| Headhunters Barbers Shop & Railway Museum           |       | Enniskillen      | Fermanagh   | Rail                                         | website, comprend la reconstitution des bureaux de réservation des chemins de fer et des souvenirs ferroviaires des chemins de fer Great Northern Railway (Ireland), le Sligo, Leitrim and Northern Counties Railway et de la Clogher Valley Railway |
| Sheelin Antique Irish Lace Museum                   |       | Bellanaleck      | Fermanagh   | Industrie                                    | website, dentelle irlandaise datant de 1890-1920 |
| County Londonderry                                  |       |                  |             |                                              | |
| Amelia Earhart Centre                               |       | Derry            | Londonderry | Aviation                                     | website, situé dans le Ballyarnett Country Park, ouvert sur rendez-vous, histoire de l'aviation locale et de l'atterrissage d'Amelia Earhart |
| Apprentice Boys Museum and Exhibition               |       | Derry            | Londonderry | Histoire                                     | Histoire de l'organisation, histoire du siège de Derry et du relief de Derry |
| Bellaghy Bawn                                       |       | Bellaghy         | Londonderry | Biographie, Histoire, Local                  | website, exploité par le NIEA, maison fortifiée du XVIIe siècle et bawn (en) avec des expositions sur l' histoire locale et naturelle, l'histoire de la Plantation d'Ulster et la poésie de Seamus Heaney                                            |
| Coleraine Regional Museum                           |       | Coleraine        | Londonderry | Local                                        | website, NIarchive expositions itinérantes sur l’histoire et la culture locales |
| Flowerfield Arts Centre                             |       | Portstewart      | Londonderry | Art                                          | website, comprend des expositions d'art visuel et art and crafts |
| Foyle Valley Railway Museum                         |       | Derry            | Londonderry | Rail                                         | website |
| Garvagh Museum                                      |       | Garvagh          | Londonderry | Rural                                        | website, vie rurale et domestique au XIXe et au début du XXe siècle |
| Green Lane Museum (en)                              |       | Limavady         | Londonderry | Local                                        | NIarchive Histoire locale, industrie du lin et de l'agriculture, vie rurale |
| Harbour Museum                                      |       | Derry            | Londonderry | Maritime                                     | website, histoire maritime de la ville |
| Hezlett House (en)                                  |       | Castlerock       | Londonderry | Maison historique                            | Exploité par le National Trust, chaumière du XVIIe siècle |
| Museum of Free Derry (en)                           |       | Derry            | Londonderry | Histoire                                     | Campagne pour les droits civils des années 1960 et période de Free Derry/early Troubles du début des années 1970 |
| Nerve Centre (en)                                   |       | Derry            | Londonderry | Art                                          | Centre d'arts multimédia pour la musique, le cinéma, la vidéo, l'animation et le multimédia interactif |
| Riverwatch Centre                                   |       | Derry            | Londonderry | Histoire naturel                             | website, géré par la Loughs Agency, histoire naturelle et écologie des voies navigables des Rivière Foyle et Carlingford Lough waterways |
| Springhill House (en)                               |       | Moneymore        | Londonderry | Maison historique                            | Géré par le National Trust, maison de plantation du XVIIe siècle, présente une collection de costumes |
| Tower Museum (en)                                   |       | Derry            | Londonderry | Local                                        | Histoire de la ville, culture |
| Workhouse Museum                                    |       | Derry            | Londonderry | Local                                        | website, workhouse historique, utilisé pour changer les expositions de l'histoire et de la culture de la ville |
| County Tyrone                                       |       |                  |             |                                              | |
| Abingdon Collection                                 |       | Omagh            | Tyrone      | Transport                                    | website, voitures anciennes, souvenirs militaires de la Seconde Guerre mondiale |
| Grant Ancestral Homestead                           |       | Ballygawley      | Tyrone      | Maison historique                            | information, propriété ancestrale d'Ulysses S. Grant, 18e président des États-Unis |
| Gray's Printing Press                               |       | Strabane         | Tyrone      | Maison historique                            | website, exploité par le National Trust, imprimerie du XVIIIe siècle dans laquelle John Dunlap a appris le métier d'imprimeur |
| Hill of The O’Neill and Ranfurly House              |       | Dungannon        | Tyrone      | Biographie, Histoire                         | website NIarchive multimédia archive relatant l’importance de la colline dans l’histoire irlandaise et européenne, ses liens avec les O'Neills et le vol des comtes et de la plantation d’Ulster qui a suivi. Aussi espace arts et performance       |
| Lissan House (en)                                   |       | Cookstown        | Tyrone      | Maison historique                            | En cours de restauration |
| Nally Heritage Centre                               |       | Carrickmore      | Tyrone      | Biographie                                   | information, histoire du spécialiste du marketing sportif Patrick Nally, the Carrickmore GAA club et de l'histoire locale |
| Strule Arts Centre (en)                             |       | Omagh            | Tyrone      | Art                                          | Centre des arts avec galerie |
| Ulster American Folk Park (en)                      |       | Castletown       | Tyrone      | Rural                                        | Musée en plein air; La vie rurale irlandaise, le style de vie et les expériences de ces immigrants qui ont voyagé d'Ulster en Amérique aux XVIIIe et XIXe siècles                                                                                    |
| Wellbrooke Beetling Mill                            |       | Cookstown        | Tyrone      | Industrie                                    | website, exploité par le National Trust, un moulin à eau utilisé dans la transformation du lin pour la fabrication de fil de lin |
| Wilson Ancestral Home                               |       | Strabane         | Tyrone      | Maison historique                            | information, maison du XVIIIe siècle de James Wilson, grand-père du président américain Woodrow Wilson |

## Musées fermés
- Palace Stables Heritage Centre, now council offices[1], Armagh
- Ulster History Park, Gortin